# Amphoe Cha-am
Amphoe Cha-am (Thai: อำเภอชะอำ, Aussprache: [ʔampʰɤː t͡ɕʰáʔam]) ist ein Landkreis (Amphoe – Verwaltungs-Distrikt) im südöstlichen Teil der Provinz Phetchaburi. Die Provinz Phetchaburi liegt im südwestlichen Teil der Zentralregion von Thailand.

## Geographie
Benachbarte Distrikte (von Süden im Uhrzeigersinn): Amphoe Hua Hin der Provinz Prachuap Khiri Khan sowie Tha Yang der Provinz Phetchaburi. Im Osten befindet sich der Golf von Thailand.
Im Landkreis befinden sich einige Naturschutzgebiete:
- Waldschutzgebiet Khao Nang Phanthurat (Forest Park, Thai: วนอุทยานเขานางพันธุรัต) – der 2,5 km² große Wald wurde am 25. Februar 1999 als Schutzgebiet eingerichtet. In den Kalkstein-Bergen gibt es viele Höhlen.
- Waldpark Cha-am (Cha-am Forest Park, Thai: วนอุทยานชะอำ) – nahe der Stadt Cha-am, eingerichtet am 4. März 1992.

## Geschichte
Der Kreis wurde 1897 zunächst unter dem Namen Na Yang eingerichtet. Im Jahre 1914 wurde das Verwaltungsgebäude nach Ban Nong Chok (heute im Amphoe Tha Yang) verlegt, gleichzeitig wurde der Name des Distrikts in Nong Chok geändert. Nach dem Zweiten Weltkrieg verlegte die Regierung den Verwaltungssitz in den Tambon Cha-Am und änderte auch gleichzeitig den Namen in Cha-Am.

## Wirtschaft

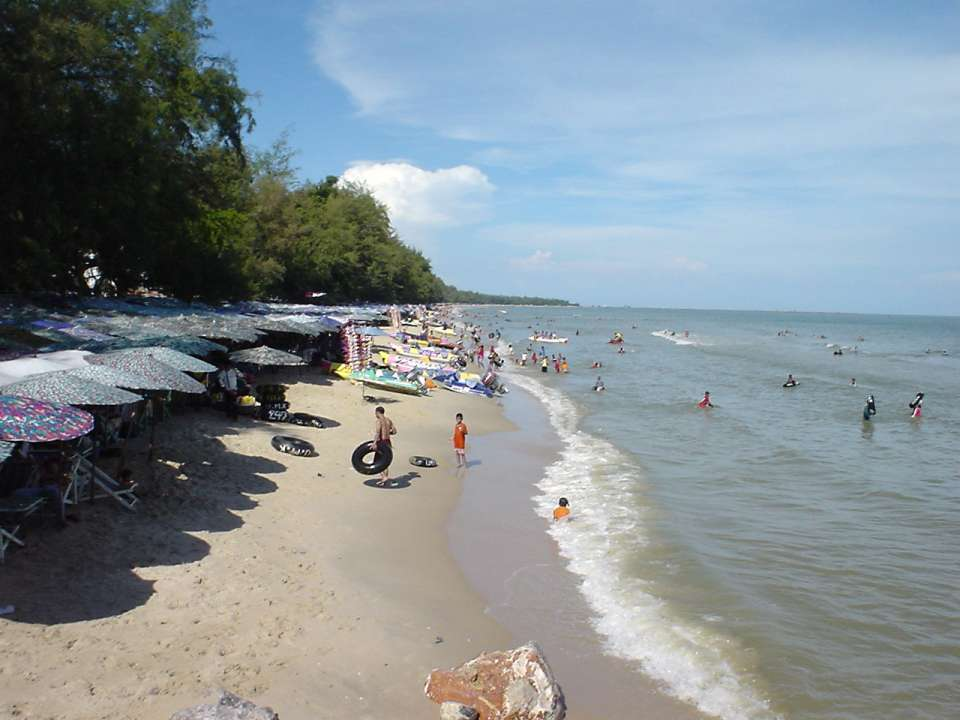
Der Strand von Cha-Am

Cha-Am ist ein bekannter Urlaubsort in Thailand. An seiner Küste stehen zahlreiche vielstöckige Hotelbauten.

## Verkehr
Mit dem Auto fährt man in etwa drei Stunden (176 km) von Bangkok aus nach Cha-am.
Die Eisenbahnstrecke Bangkok – Singapur führt durch Cha-am. Es gibt die Haltestellen Cha-am, Huai Sai Nua und Huai Sai Tai.

## Ausbildung
In Cha-Am befindet sich mit der Webster University die einzige amerikanische Universität Thailands, an der über 300 internationale Studenten studieren. Darüber hinaus liegt auch das größte Universitätsgelände der Stamford International University in Cha-am.

## Verwaltung
Provinzverwaltung
Der Landkreis Cha-am ist in neun Tambon („Unterbezirke“ oder „Gemeinden“) eingeteilt, die sich weiter in 67 Muban („Dörfer“) unterteilen.
| Nr. | Name              | Thai        | Muban | Einw.  |
| --- | ----------------- | ----------- | ----- | ------ |
| 01. | Cha-am            | ชะอำ        | -     | 34.704 |
| 02. | Bang Kao          | บางเก่า      | 09    | 04.157 |
| 03. | Na Yang           | นายาง       | 09    | 03.774 |
| 04. | Khao Yai          | เขาใหญ่      | 11    | 10.110 |
| 05. | Nong Sala         | หนองศาลา    | 08    | 02.652 |
| 06. | Huai Sai Nuea     | ห้วยทรายเหนือ | 07    | 04.075 |
| 07. | Rai Mai Phatthana | ไร่ใหม่พัฒนา   | 08    | 05.662 |
| 08. | Sam Phraya        | สามพระยา    | 08    | 04.932 |
| 09. | Don Khun Huai     | ดอนขุนห้วย    | 07    | 04.999 |

Lokalverwaltung
Es gibt eine Kommune mit „Stadt“-Status (Thesaban Mueang) im Landkreis:
- Cha-am (Thai: เทศบาลเมืองชะอำ) bestehend aus dem kompletten Tambon Cha-am.

Es gibt zwei Kommunen mit „Kleinstadt“-Status (Thesaban Tambon) im Landkreis:
- Bang Kao (Thai: เทศบาลตำบลบางเก่า) bestehend aus dem kompletten Tambon Bang Kao.
- Na Yang (Thai: เทศบาลตำบลนายาง) bestehend aus den kompletten Tambon Na Yang, Khao Yai, Don Khun Huai.

Außerdem gibt es vier „Tambon-Verwaltungsorganisationen“ (องค์การบริหารส่วนตำบล – Tambon Administrative Organizations, TAO)
- Nong Sala (Thai: องค์การบริหารส่วนตำบลหนองศาลา) bestehend aus dem kompletten Tambon Nong Sala.
- Huai Sai Nuea (Thai: องค์การบริหารส่วนตำบลห้วยทรายเหนือ) bestehend aus dem kompletten Tambon Huai Sai Nuea.
- Rai Mai Phatthana (Thai: องค์การบริหารส่วนตำบลไร่ใหม่พัฒนา) bestehend aus dem kompletten Tambon Rai Mai Phatthana.
- Sam Phraya (Thai: องค์การบริหารส่วนตำบลสามพระยา) bestehend aus dem kompletten Tambon Sam Phraya.